# Crulai
Crulai – miejscowość i gmina we Francji, w regionie Normandia, w departamencie Orne.
Według danych na rok 1990 gminę zamieszkiwało 720 osób, a gęstość zaludnienia wynosiła 32 osoby/km² (wśród 1815 gmin Dolnej Normandii Crulai plasuje się na 314. miejscu pod względem liczby ludności, natomiast pod względem powierzchni na miejscu 85).